# 磷酸镍
磷酸镍是一种无机化合物，化学式为Ni3(PO4)2。

## 制备及反应
磷酸镍的八水合物可由镍盐和磷酸氢二钠在溶液中反应，沉淀得到：
{\displaystyle {\mathsf {3NiCl_{2}+2Na_{2}HPO_{4}+8H_{2}O\ {\xrightarrow {}}\ Ni_{3}(PO_{4})_{2}\cdot 8H_{2}O\downarrow +4NaCl+2HCl}}}
根据反应物化学计量比和温度的不同，也会生成NH4NiPO4·nH2O（n=1或6）。它热分解得到Ni2P2O7。它可以被氢气在高温下还原为磷化二镍。